# Данкман, Александр Морисович
Алекса́ндр Мо́рисович (Мо́рицевич) Да́нкман (28 июля (9 августа) 1888 год — 19 октября 1951) — советский эстрадно-цирковой, театральный и общественный деятель, редактор. Один из первых организаторов циркового дела в СССР.

## Биография
Родился в семье дамского портного, владельца модного ателье в Москве; матери принадлежал магазин готового платья. Окончил гимназию, в 1913 году — юридический факультет Императорского Московского университета.
В 1914—1916 годах — юрисконсульт профсоюза деятелей эстрады и цирка — Российского общества артистов варьете и цирка (РОАВИЦ). Помощник присяжного поверенного. В 1917 году был одним из учредителей Международного Союза артистов цирка, первой международной организации работников искусств, возникшей в России. Член редколлегии газеты «Эхо цирка» (1917). В 1917—1921 годах — заведующий юридическим подотделом Всерабиса, являлся председателем Центрального дисциплинарного суда Всерабиса. В 1917 году назначен заместителем председателя Театрального комитета при Московском совете рабочих и солдатских депутатов.
В 1918—1922 годах — учёный секретарь Секции цирка, заместитель заведующего подотделом Театрального отдела Наркомпроса РСФСР. В 1922—1927 годах — заместитель управляющего, заместитель председателя правления Центрального управления государственными цирками (ЦУГЦ), с августа 1927 года — управляющий ЦУГЦ. В 1923 году назначен заместителем директора Государственного академического большого театра. В 1920—1927 годах параллельно работал управляющим Первым государственным театром для детей (с 1925 года — Первый государственный педагогический театр).
В 1931—1937 годах заместитель директора, директор-распорядитель Государственного объединения музыки, эстрады и цирка (ГОМЭЦ). В августе 1937 года в газете «Советское искусство» вышла статья с критикой Данкмана и руководства госцирками за ошибки в подготовке кадров и поддержку частнособственнических устремлений артистов цирка.
В 1938 году обвинён во вредительстве и арестован. Обвинение не подтвердилось, в 1940 году освобождён. После освобождения работал управляющим Всероссийским гастрольно-концертным объединением (ВГКО). Затем — в Дирекции фронтовых театров, заместителем директора по строительству Театра имени Е. Б. Вахтангова, заместителем директора Государственного оперно-драматического театра имени К. С. Станиславского. С 1949 года — директор Объединения цирковых коллективов и аттракционов.
В 1949 году повторно арестован за связь с Еврейским антифашистским комитетом. Умер в тюрьме. Похоронен на Донском кладбище. Реабилитирован посмертно.

### Семья
- отец — Морис (Мориц) Маркович Данкман[35][36], горецкий мещанин, дамский портной[37];
- мать — Вера Михайловна Данкман (урождённая Израилевич)[6];
- брат — Григорий Морисович Данкман (1889—1937), архитектор, расстрелян[38][39];
- дочь — Инна Александровна Данкман (1922—1991), режиссёр МАДТ имени Моссовета, заслуженная артистка РСФСР, жена сценариста М. Ю. Блеймана.

## Деятельность
По инициативе Данкмана произошло объединение циркового дела с эстрадным и музыкальным. В Москве, Ленинграде и других городах были созданы стационарные эстрадные театры — мюзик-холлы, показывающие не только дивертисментные программы, но и тематические обозрения, эстрадные спектакли.
Александр Морисович Данкман был удивительный человек. С ним приходил успех. Если говорить о достижениях нашего цирка, то в этом его огромнейшая роль. Это он создал Всесоюзное цирковое объединение. Он обладал самым главным для директора-администратора качеством — умением сочетать экономику с творчеством.
Способствовал выдвижению ряда выдающихся мастеров эстрады: Л. О. Утёсова, Н. П. Смирнова-Сокольского, Г. И. Афонина, А. А. Редель и М. М. Хрусталёва и других, первой в истории советского цирка женщины-укротителя Ирины Бугримовой. При нём открыли Училище циркового искусства, начал выходить первый цирковой журнал, был создан Музей цирка, открыты студии для подготовки новых цирковых номеров, на арены были привлечены лучшие мастера мирового цирка. Добился того, что цирки стали самыми рентабельными из всех учреждений искусств, не считая, кино.
Являлся активным сторонником постановочного цирка, полагал, что наряду с программами-дивертисментами обязательно должны идти большие сюжетные представления, цирк должен активнее привлекать писателей, режиссёров, художников, композиторов.
В своих воспоминаниях Л. Г. Горелик отмечал: Данкман — «умный, деловой, толковый, он был одним из самых уважаемых людей среди руководства Госцирка». По оценке театроведа А. Я. Шнеера, Данкман «сыграл особую роль в становлении советского мюзикла».